# Tataři

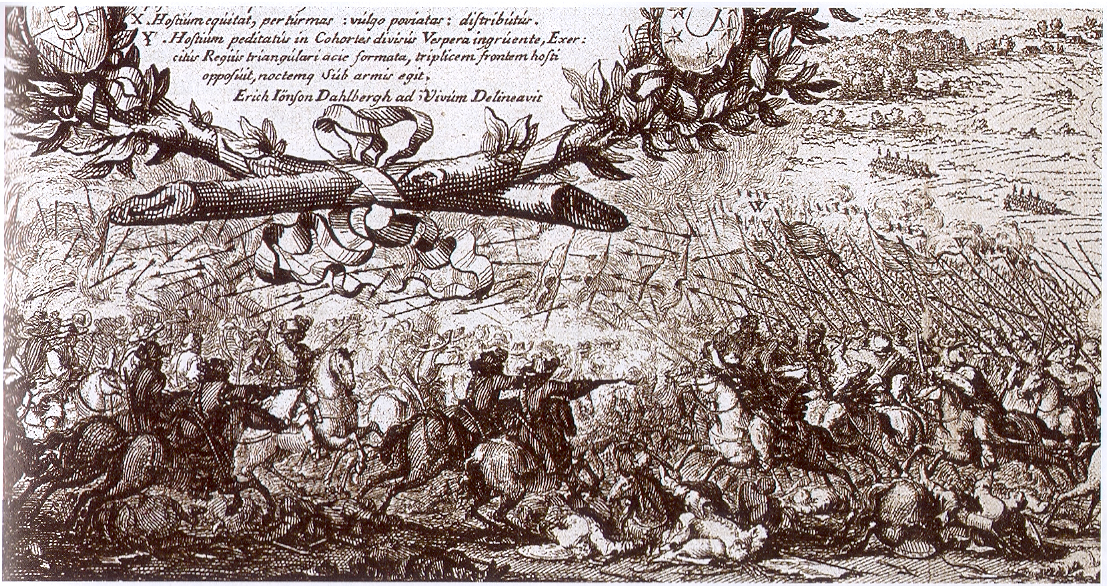
V bitvě u Varšavy v roce 1656 Tataři bojovali s Poláky proti Švédům

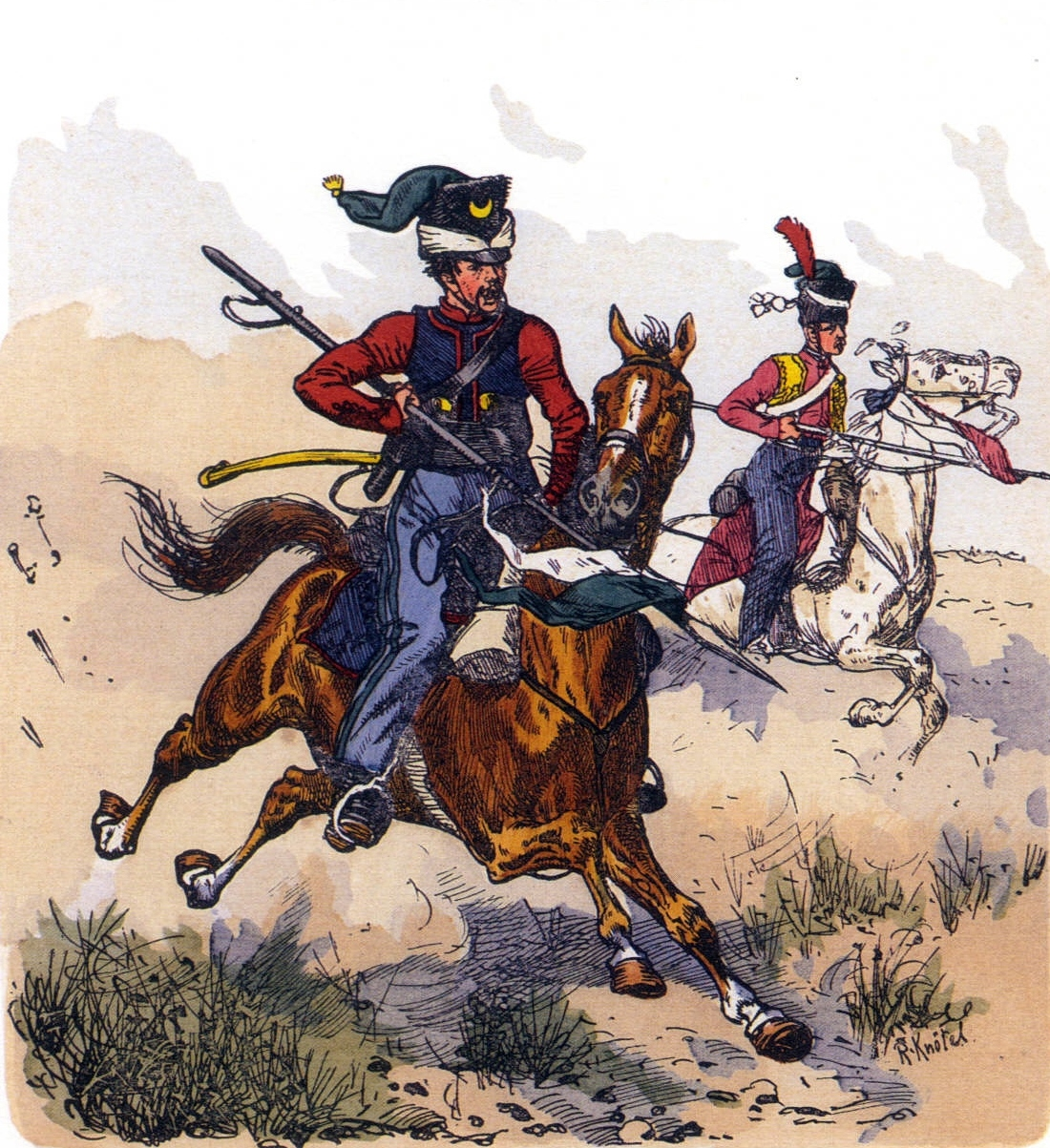
Litevští Tataři v Napoleonově Císařské gardě kolem roku 1812

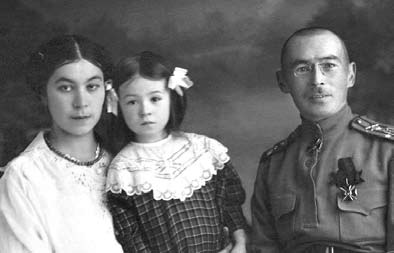
Rodina polských Tatarů. Hassan Konopacki sloužil jako důstojník ruské carské armády

Tataři (krymskou tatarštinou: tatarlar, tatarsky: татарлар) je zastřešující pojem pro různé turkické národy nesoucí název „Tataři“. Ke konci 20. století byl celkový počet Tatarů ve světě odhadován na více než 5 milionů.
Zpočátku ethnonym Tatar možná odkazoval na Tatarskou konfederaci. V poslední době se však tento termín začal blíže vztahovat k příbuzným etnickým skupinám, které se označují za tatary nebo kteří mluví jazyky, které se běžně označují jako tatarština, konkrétně tatarština od Volžští Tataři (vlastní Tataři), Krymská tatarština od Krymští Tataři a Sibiřská tatarština od Sibiřští Tataři.
Největší skupinou mezi tatary jsou volžští tataři, původem z oblasti Volga-Ural (Tatarstán a Baškortostán), kteří jsou z tohoto důvodu často také jednoduše známí jako „tataři“ v ruštině. Tvoří 53 % populace v Tatarstánu. Jejich jazyk je známý jako tatarština. V roce 2010 odhadovaný počet tatarů v Rusku je asi 5 milionů obyvatel. Některé šlechtické rody v ruském carství měly tatarský původ.

## Rozmístění
Nejvíce Tatarů žije v Tatarstánu (autonomní republika Ruské federace), Baškortostánu, na Krymu a na Sibiři. Ale velká diaspora se nachází v Uzbekistánu, Kazachstánu. S tatarskou menšinou se setkáme také v Litvě, Bulharsku, Číně, Rumunsku, Finsku, Polsku, Turecku nebo na Ukrajině.
Protože Tataři nemají vlastní nezávislý stát, jsou postupně asimilováni a pozvolna ztrácejí znalost tatarštiny, kterou nahrazují většinové jazyky zemí, například v Rusku ruština.

## Náboženství
Většina Tatarů jsou sunnitští muslimové, zvláštní nábožensko-etnickou skupinu tvoří tzv. Krjašeni (Keräşennär), kteří vyznávají pravoslaví.

## Etnogeneze
Velká část Tatarů obývajících Tatarstán a evropskou část Ruska jsou potomky turkických Bulharů (Protobulharů), jejichž stát v Povolží (Volžsko-kamské Bulharsko) byl ve 13. století zničen mongolskou invazí a kteří přijali jméno od svých dobyvatelů. Na etnogenezi Tatarů se podíleli také turkičtí Kypčaci, v Evropě známí jako Kumáni. Sibiřští Tataři jsou potomky kdysi početné turkické populace uralsko-altajského regionu, částečně smíšenými s ugrofinskými, něneckými a mongolskými národy Uralu a Altaje.

## Původ jména

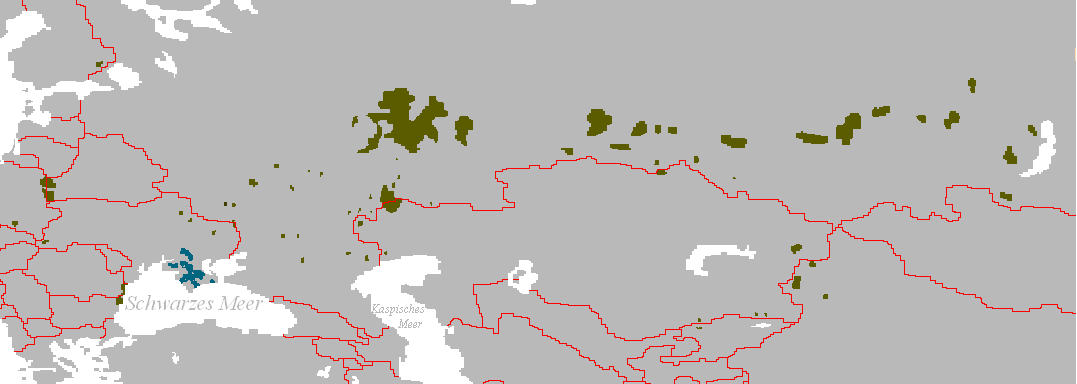
Rozmístění tatarského osídlení ve východní Evropě a Rusku

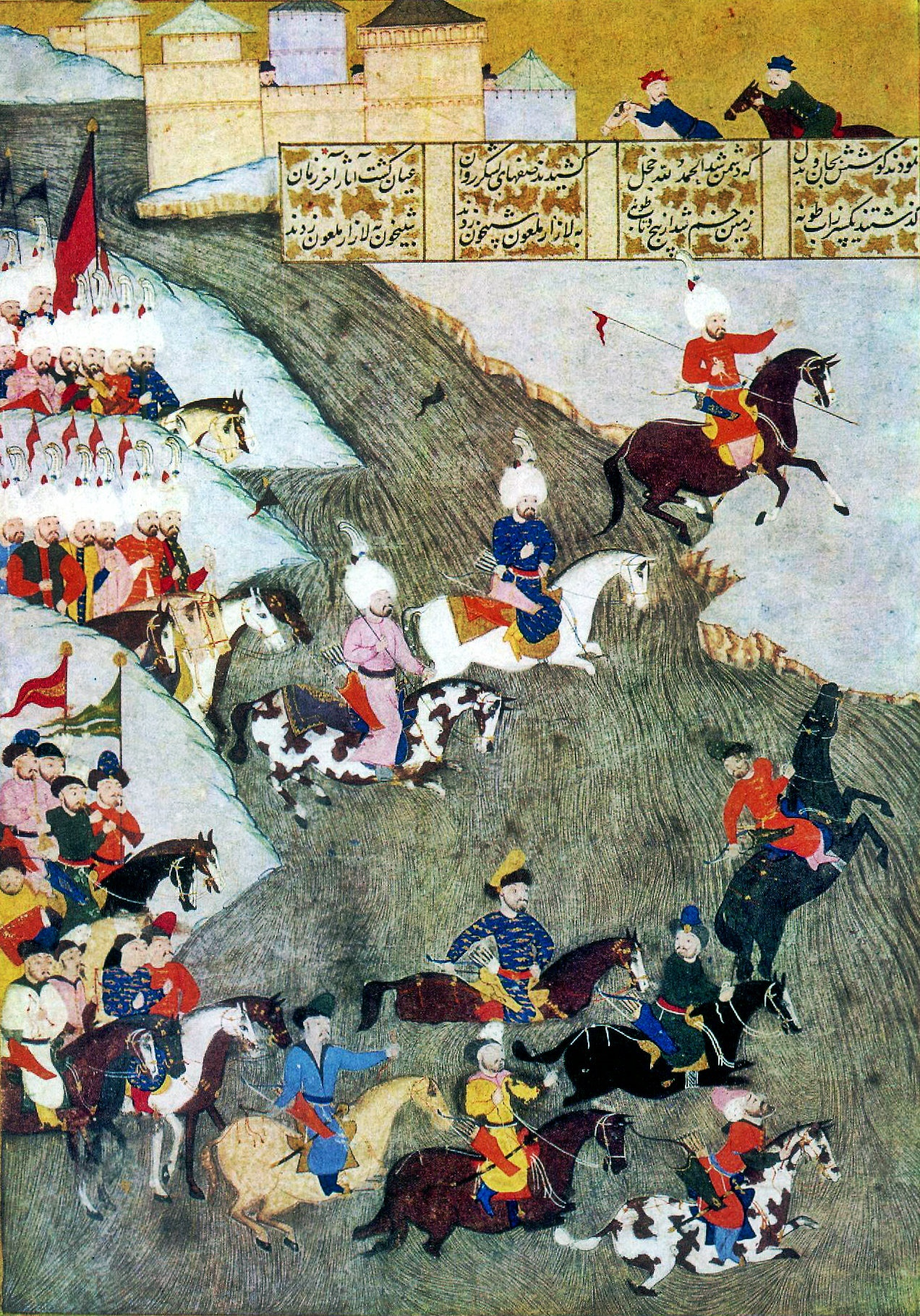
Osmanská miniatura szigetvárského tažení z roku 1566 zobrazující osmanské jednotky a krymské Tatary jako předvoj

Etnonymum „Tatar“ je odvozeno od jména mongolského kmene Ta-ta, který v 5. století obýval severovýchodní oblasti pouště Gobi a poté, co byl odtud vytlačen Kitany, přesídlil na jih a podílel se na zformování Čingischánovy Mongolské říše. Pod vedením Čingischánova vnuka Bátúa se Ta-ta společně s jinými mongolskými kmeny přesunuli na západ a podmanili si mnohá turkická etnika, která jim doslova stála v cestě. Tato etnika, tvořící jádro mongolského vojska při jeho invazi do Evropy ve 13. století, byla nazývána „Tata“ nebo „Tatar“ podle svých pánů a toto etnonymum postupně přijala za své.
Bylo by však chybou ztotožňovat Mongoly s Tatary, protože jde o dvě etnicky odlišné skupiny. Zjednodušeně řečeno – jestliže Mongolové tvořili nejvyšší velení invazní armády, jakousi úzkou elitní a vládnoucí vrstvu, pak Tataři byli hlavní a nejpočetnější silou tohoto vojska. Evropští kronikáři nerozlišovali jednotlivé skupiny mongolské armády a jménem „Tataři“ (případně „Tartaři“) nazývali všechny kočovníky, kteří pod Bátúovým velením dobyli Volžské Bulharsko, vypálili Kyjev, zpustošili Uhry a pronikli až na Moravu, do Slezska a k Jadranu. K popularitě jména Tatar ve středověké Evropě snad přispěla i jeho zvuková podobnost s řeckým označením pro peklo: Tartar. Tehdejší kronikáři, např. Tomáš ze Splitu, Matouš Pařížský, Jan Dlugosz nebo i česká kronika tak řečeného Dalimila, totiž pokládali Mongoly a Tatary pro jejich krutost a nezvyklé vzezření za pekelné bytosti. V Ruské říši pak bylo označení Tataři po staletí užíváno pro všechny turkické, případně i další muslimské národy (například ještě v 19. století tak Rusové nazývali i kavkazské Čečence, na počátku 20. století byli jako Tataři označování např. sibiřští Altajci, Chakasové a Šorové nebo kavkazští Nogajci).

## Tatarská subetnika

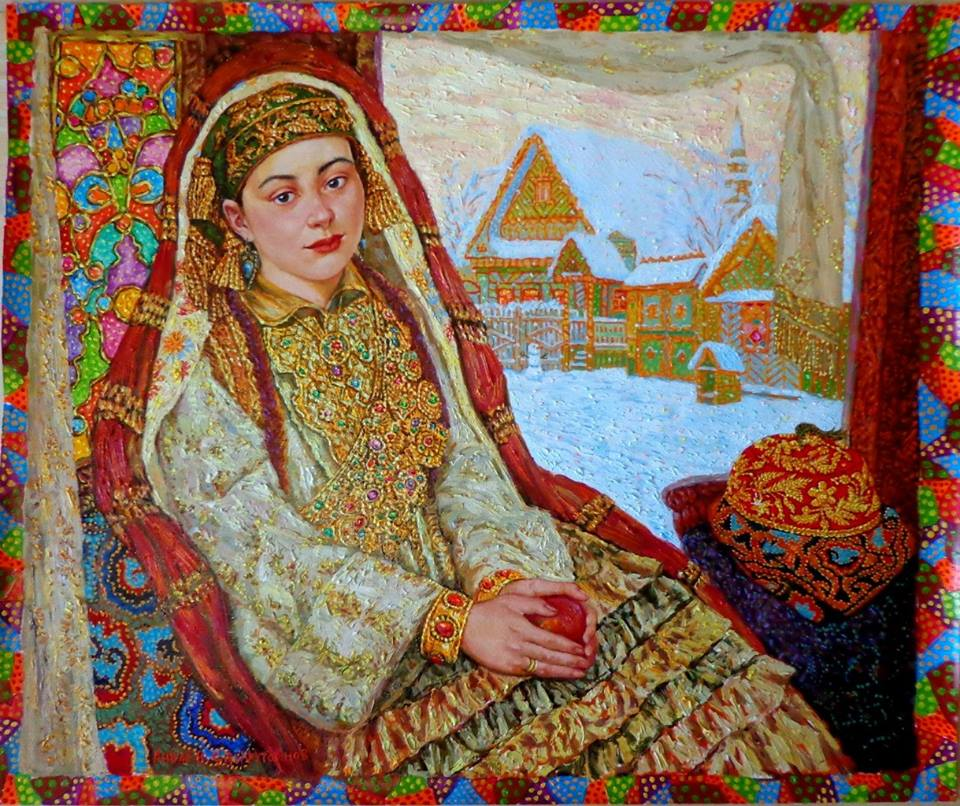
A. Saifutdinov Tatarská nevěsta. Kazaňský kreml

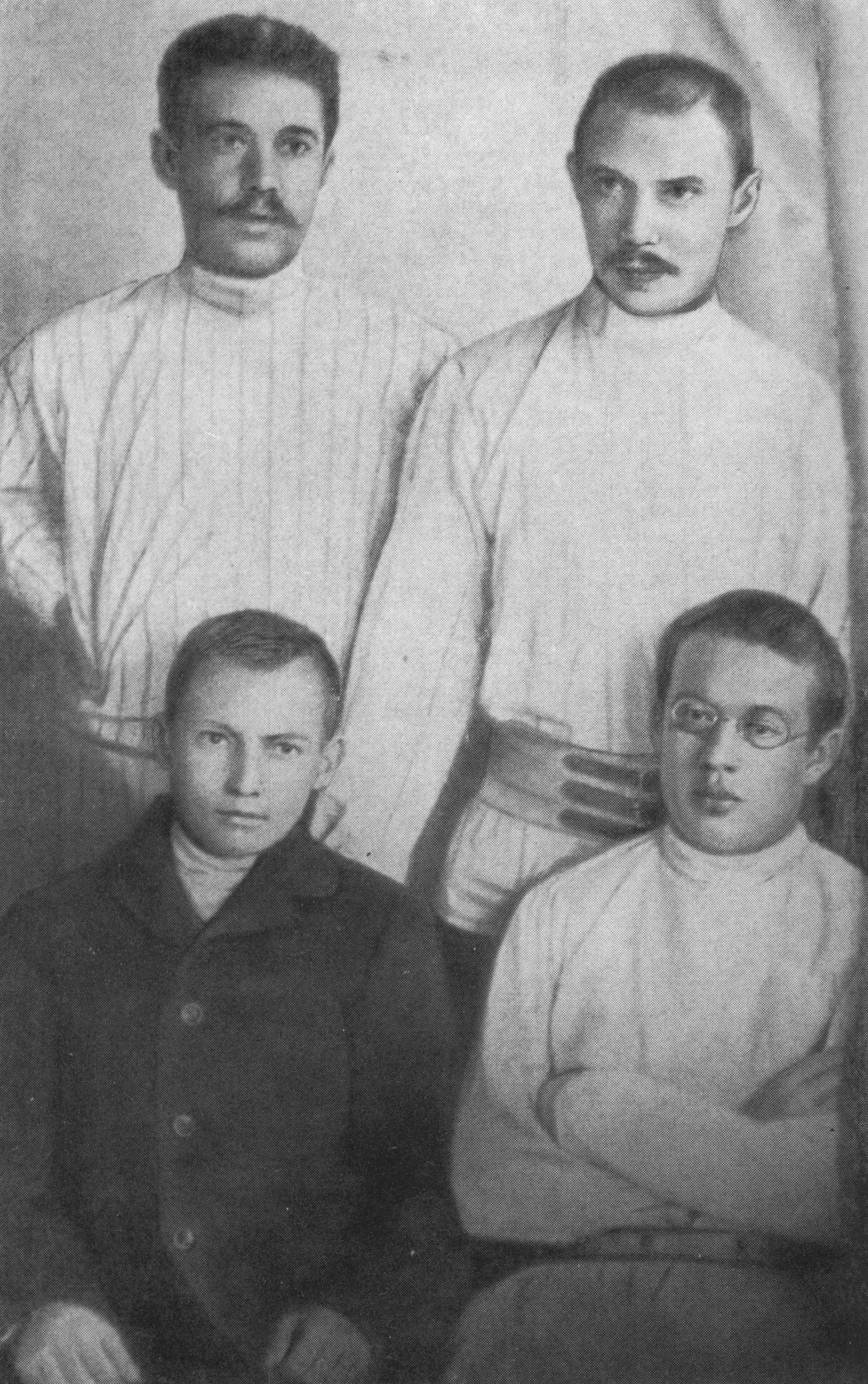
Ğabdulla Tuqay, Fatich Amirchan a Gafur Kulachmetov 1910

Mongolský chán Bátú vytvořil obrovský státní útvar jménem Zlatá horda (známý také jako Kipčacký chanát), který se v 15. století rozpadl na menší chanáty. V nich se pak za odlišných kulturních, hospodářských a politických podmínek formovala různá tatarská subetnika, na která se tatarský národ dělí dodnes. Tyto podskupiny se v různé míře liší ve svých tradicích, způsobu života i jazyce.

### Kazaňští Tataři
Kazaňští Tataři jsou potomky Volžských Bulharů, kteří se usadili v středním povodí Volhy v 8. století a smísili se s původním ugrofinským obyvatelstvem. V procesu etnické konsolidace kazaňských Tatarů sehrála významnou roli Zlatá horda, potažmo Kazaňský chanát vzniknuvší po jejím rozpadu. Kazaňští Tataři měli velký etnokulturní vliv na ostatní tatarské skupiny, jejich dialekt již od 15. století plnil funkci jednotícího jazyka a dokonce hrál roli lingua franca ve středoasijské oblasti. V 19. století se stal základem pro současnou spisovnou tatarštinu.
Počet kazaňských Tatarů je odhadován na téměř 6 milionů, většinou žijí v Tatarstánu, Rusku a dalších státech bývalého SSSR. Většina z nich žije v Evropě, ale najdeme významné komunity i ve Střední Asii či na Sibiři. Mimo Tatarstán kazaňští Tataři většinou používají jako svůj první jazyk ruštinu (zejména v Moskvě, Petrohradě, Nižním Novgorodu, aj.)

### Sibiřští Tataři

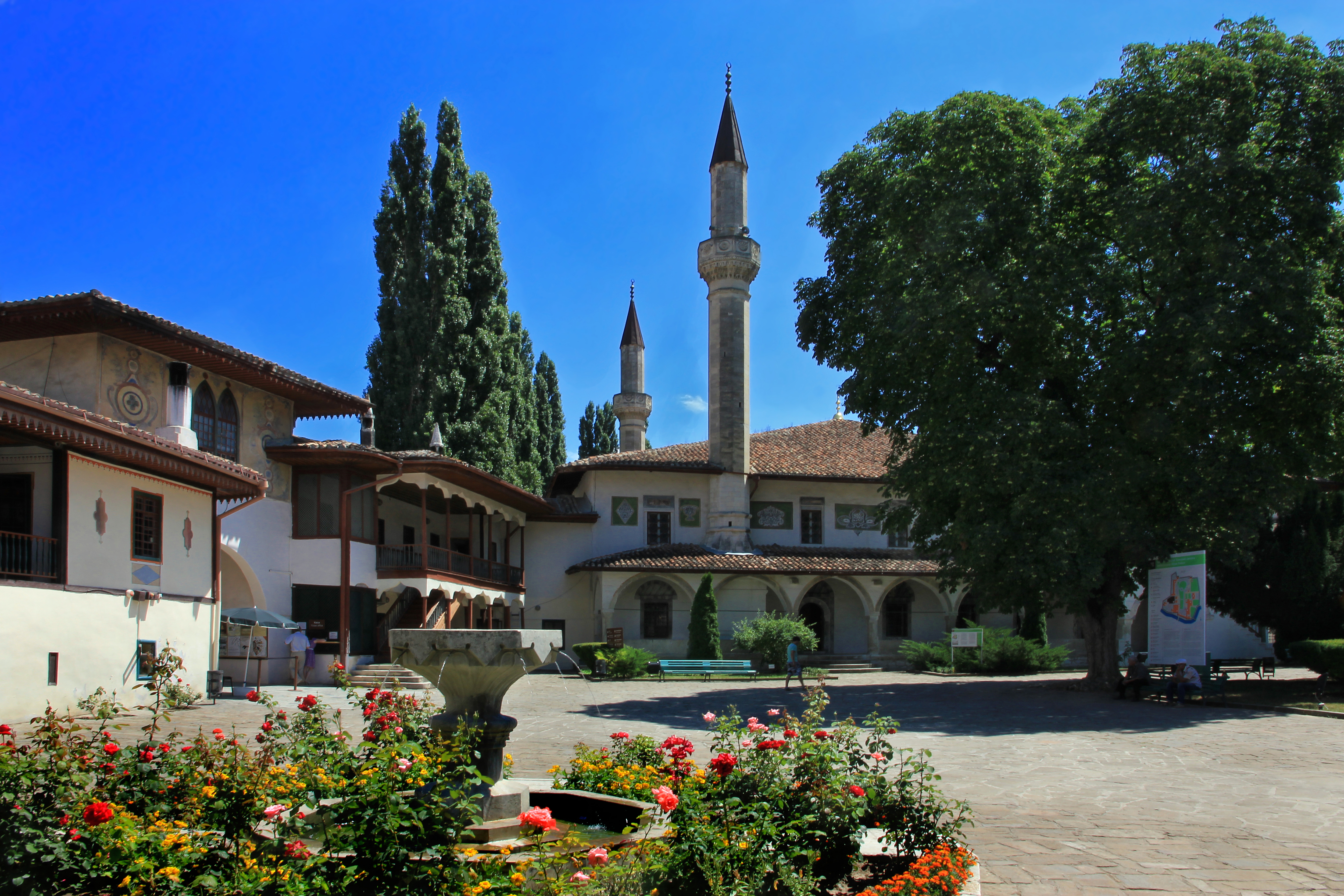
Palác krymského chána a mešita v Bachčisaraji na Krymu

Sibiřští Tataři jsou potomky turkických a zčásti ugrofinských národů altajsko-uralské oblasti. Po rozpadu Zlaté hordy vytvořili vlastní Sibiřský chanát s hlavním městem Isker, který byl dobyt kozáckým atamanem Jermakem až roku 1598. Jeho pád nastartoval ruskou kolonizaci Sibiře. Dnes žije na Sibiři více než 500 000 sibiřských Tatarů, kteří obývají pás území táhnoucího se od Tobolska do Tomska, na Altaj a až téměř k Jeniseji. Na rozdíl od kazaňských Tatarů, kteří mají evropské rysy, sibiřští Tataři se fyziognomií více podobají asijským národům – mají šikmé oči a výrazné lícní kosti. Avšak vzhledem k tomu, že tvoří mnohdy izolované komunity na rozsáhlých územích, nelze je antropologicky jednoznačně kategorizovat, protože doslova od vesnice k vesnici vykazují rozdílné fyziognomické rysy (najdeme i tatarské vesnice, jejichž obyvatelé jsou světlovlasí s modrýma očima). Díky kontaktům Sibiřského chanátu s uzbeckými chány v Buchaře nalezneme v jazyce sibiřských Tatarů překvapivé množství slov uzbeckého původu.

### Krymští Tataři
Krymští Tataři osídlili Krym ve 12. století. Po rozpadu Zlaté hordy založili roku 1443 Krymský chanát, jenž se již v roce 1475 stal osmanským vazalem. Odtud podnikali loupeživé nájezdy, při kterých byla vylidněna téměř celá jižní a východní Ukrajina. Pozdější ruská nadvláda nad Krymem přinesla útlak a exodus Krymských Tatarů a spřízněných Nogajců do Osmanské říše na území Dobrudže v dnešním Rumunsku a Bulharsku. Za 2. světové války část Krymských Tatarů naverboval Hitler. Největší ránu jim následně zasadil Stalin, který je po 2. světové válce nechal vesměs deportovat do Střední Asie. Po roce 1991 se Krymští Tataři na Krym postupně vracejí.

### Tataři vLitvě, Polsku aBělorusku

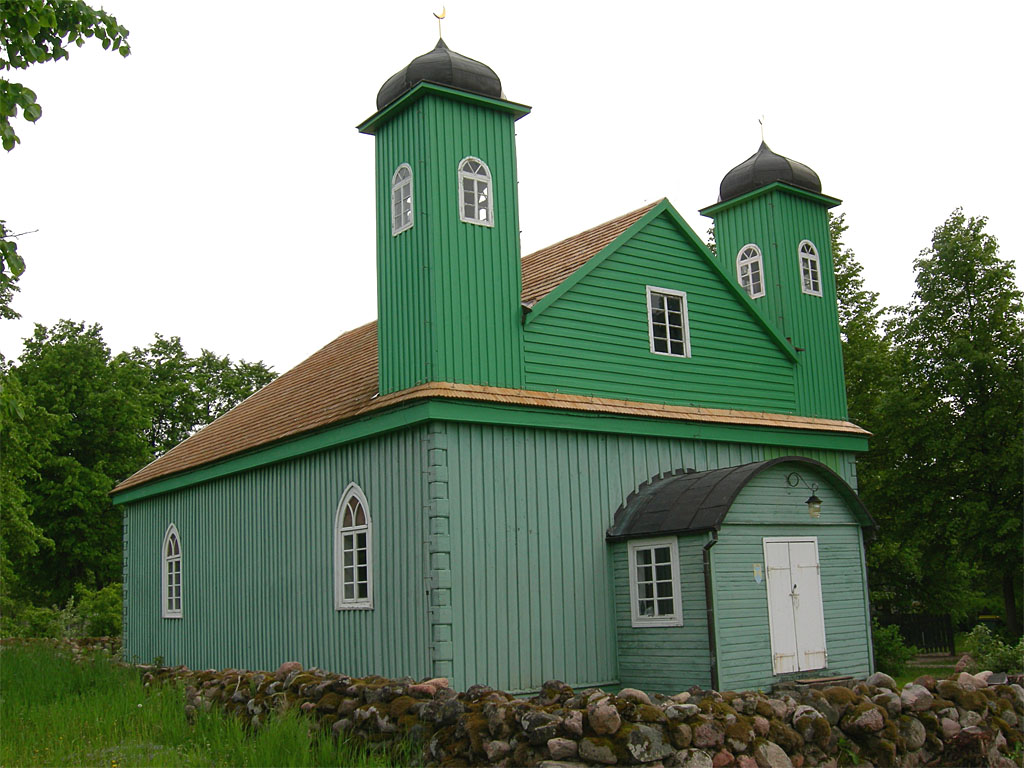
Tatarská mešita z 18. století v Podleském vojvodství v Polsku

V roce 1397 si litevský velkokníže Vytautas ze svého tažení k Černému moři přivedl na Litvu několik stovek tatarských bojovníků a jejich rodin, které usídlil v obci Trakai a ustanovil je správci a strážci tamního hradu. Dále byli Tataři usazeni v běloruských a polských oblastech pod litevským panstvím. Měli zaručenu stavovskou i náboženskou svobodu výměnou za věrnou vojenskou službu panovníkovi. Pro Tatary žijící v Polsku a v Litvě se vžilo označení Lipkové. V této službě Litvě a později Polsku zůstali prakticky až do 20. století (jak o tom svědčí například tatarský vojenský hřbitov ve Varšavě) a přes všechny dramatické dějinné události některé tatarské komunity přežily do dnešních dob. Přestože tito Tataři dnes hovoří polsky, potažmo litevsky, zachovali si mnohé ze své původní kultury. Americký herec Charles Bronson (narozen jako Charles Buchinsky) se narodil v rodině litevsko-tatarských imigrantů. Roku 1672 část polských Tatarů povstala proti Polsko-litevské unii a přidala se k útočící turecké armádě. O povstání Lipků pojednává román Henryka Sienkiewicze Pan Wołodyjowski.

### Tataři v Česku
Tataři (resp. tehdejší turkické kmeny) byli stejně jako východní Slované a další podrobené národy součástí mongolského vojska, které v roce 1241 vpadlo na Moravu. O této události se zmiňuje již Kronika tak řečeného Dalimila. Pravděpodobně tehdy vzniklo mylné označování všech jezdeckých východních národů za Tatary. Tato záměna se promítla i do lidových pověstí, např. do pověsti o vzniku lokální pochutiny Štramberské uši, někdy též Tatarské uši, vzniklé od nasolených lidských uší údajně nalezených ve vytopeném „tatarském“ táboře.
Skutečný vpád Tatarů na území českých zemí se odehrál v roce 1663, kdy krymští Tataři společně s Osmany během osmansko-habsburské války odvlekli z Moravy do otroctví na 12 000 lidí, především mladých dívek a dětí, což zmiňují mimo jiné i tehdejší Lánové rejstříky.

### Tatarské aktivity v Česku
Začátky tatarských aktivit v Česku jsou spojeny s přestěhováním rádia Svobodná Evropa z Mnichova do Prahy v roce 1995. Od roku 2003 pořádají redaktoři tatarsko-baškirského vysílání Rádia Svoboda (Азатлык Радиосы) každoročně v červnu tatarskou lidovou slavnost Sabantuj – nejprve ve středočeské obci Vyžlovka, od roku 2013 v Bubovicích. Roku 2004 byly spuštěny webové stránky Tatar.cz poskytující v češtině informace o tatarském národě, dějinách, kultuře, ale i gastronomii. Roku 2013 se zástupci českých Tatarů sešli v Praze s prezidentem Tatarstánu Röstämem Minnechanovem při jeho oficiální návštěvě Česka. Od roku také 2013 existuje spolek KITAP, nezisková organizace reprezentující tatarskou kulturu. Roku 2017 byl organizátory Sabantuje založen spolek Tatar.cz, který usiluje o pěstování národních tradic, nabízí praktickou pomoc krajanům, kteří se přistěhovali do Česka, a také propaguje tatarskou kulturu v českém prostředí. Působí i na Facebooku jako skupina Tatar.cz – Чехия татарлары/Tataři v Česku.

## Druhá světová válka

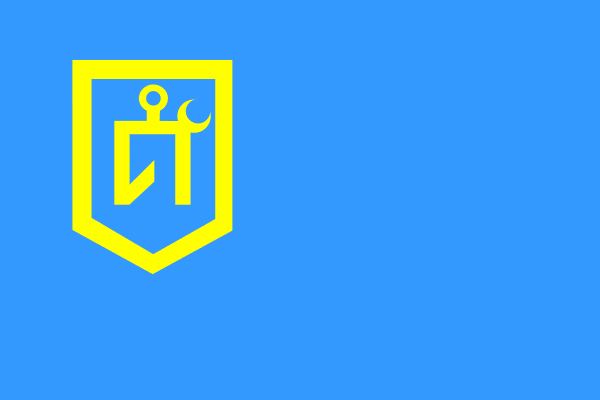
Vlajka Idel-Ural (podle knihy Gajaza Ischaki "Idel-Ural", 1933)

Během druhé světové války rekrutovali Němci v boji proti stalinskému režimu příslušníky mnoha sovětských národů, často s příslibem vzniku nezávislých států, což ale nacistický režim neměl v úmyslu splnit, protože měl s dobytým sovětským územím své vlastní poválečné plány (tzv. Generalplan Ost). Jednalo se například o tzv. Hilfswilliger nebo Waffen-Gruppe Krim, která byla složená z dobrovolníků z řad Krymských Tatarů. Někteří krymskotatarští dobrovolníci pomáhali německým jednotkám Einsatzgruppen při likvidaci krymských Židů. Volga-Tatar Legie (Legie „Idel-Ural“), která byla součástí Wehrmachtu, byla složená z představitelů Povolžských národů (hlavně Tatarů a dalších národů – Baškirů, Čuvašů, Mari, Mordvinců, Udmurtů). Organizačně byla podřízena Štábu Východních Legií (něm. Kommando der Ostlegionen). Ideologickým základem legie byl boj proti bolševismu a Židům, zatímco německá strana slibovala vytvoření republiky Idel-Ural. Vedoucí roli v ideologickém výcviku legionářů sehráli emigranti – členové národních výborů vytvořených pod záštitou Ministerstva okupovaných východních území. Obzvláště populární mezi nimi byly významné osobnosti národních výborů v období 1918–1920 (Shafi Almas). Tábory muslimských legionářů opakovaně navštívil jeruzalémský muftí Amín al-Husajní, který vyzýval ke svaté válce proti „nevěřícím“ ve spojenectví s Německem. V muslimských legiích byly zavedeny funkce mullů, které někdy kombinovaly náboženské funkce s velitelskými, přičemž byli současně veliteli čet. Vojenský a politický výcvik vojáků skončil kolektivní přísahou věrnosti Hitlerovi a předáváním vlajky. Noviny „Утро Кавказа“ v roce 1942 zveřejnily prohlášení tatarských legionářů, že „dokud nebude zničen nepřítel Nového Ruska, bolševismus,“ nesloží zbraně. V květnu 1944 nařídil Stalin deportaci asi 200 tisíc krymských Tatarů do Střední Asie a na Sibiř jako trest za kolaboraci s německými okupanty.

## Sociální a politické hnutí

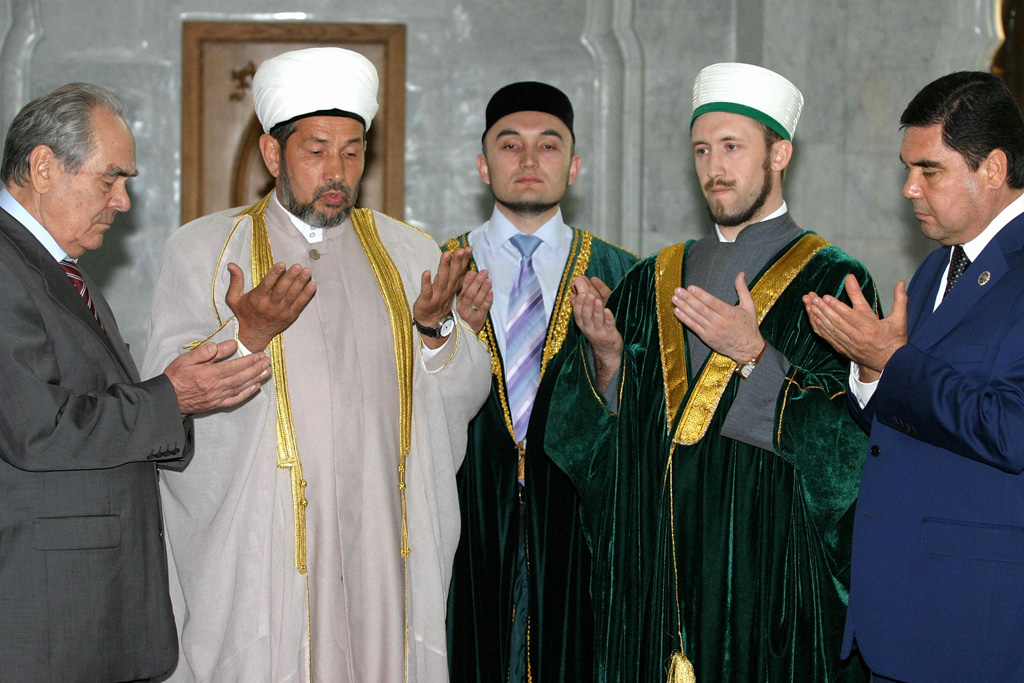
Prezident ruské Republiky Tatarstán Mintimer Šajmijev (vlevo) v mešitě Kul Šerif v Kazani, 2008

'Stát Ural-Volžský (Stát Idel-Ural, tat. Idel-Ural ştatı) byl nerealizovaný projekt národní autonomie Tatarů a Baškirů, který se uskutečnil během ruské občanské války. Pokus o realizaci vedl pouze ke krátké (1. března – 28. března 1918) existenci takzvané „republika Zabulačná“, která existovala v tatarské části Kazaně.
Na počátku 90. let, po rozpadu Sovětského svazu, byla myšlenka znovuvytvoření Ural-Volžského Státu populární mezi některými tatarskými národními veřejnými činiteli.
V roce 2018 ohlásili v Kyjevě aktivisté Tatar a Erzya vytvoření nové veřejné platformy „Volný Idel-Ural“ s cílem obnovit skutečnou suverenitu domorodého obyvatelstva regionu Ural-Volha pod vedením Tatarů.